# Custódio Pinto
Custódio João Pinto (Montijo, 9 febbraio 1942 – 21 febbraio 2004) è stato un calciatore portoghese, di ruolo centrocampista.

## Carriera

### Club
Con la maglia del Porto ha vinto una Coppa del Portogallo.

### Nazionale
Con la Nazionale portoghese ha preso parte ai Mondiali del 1966.

## Palmarès

### Club

#### Competizioni nazionali
- Coppa del Portogallo: 1

Porto: 1967-1968